# اچ‌ام‌اس درایور (۱۸۴۰)
اچ‌ام‌اس درایور (۱۸۴۰) (به انگلیسی: HMS Driver (1840)) یک کشتی بود که طول آن ۱۸۰ فوت (۵۵ متر) بود. این کشتی در سال ۱۸۴۰ ساخته شد.